# Sint-Martinuskerk (Arnhem)
De Sint Martinuskerk is een rooms-katholieke kerk in de Steenstraat bij het Velperplein in de Nederlandse stad Arnhem en is vernoemd naar Martinus van Tours. De kerk is een rijksmonument.
De kerk is gebouwd in de jaren 1874 tot 1876 en werd ontworpen door architect Alfred Tepe. De kerk is een driebeukige kruisbasiliek in een op de Nederrijnse gotiek geënte neogotische stijl. Ongebruikelijk voor Tepe is de toepassing van natuursteen voor tracering en andere details. De kerktoren is 70 m hoog en heeft een zeskantige ingesnoerde spits.

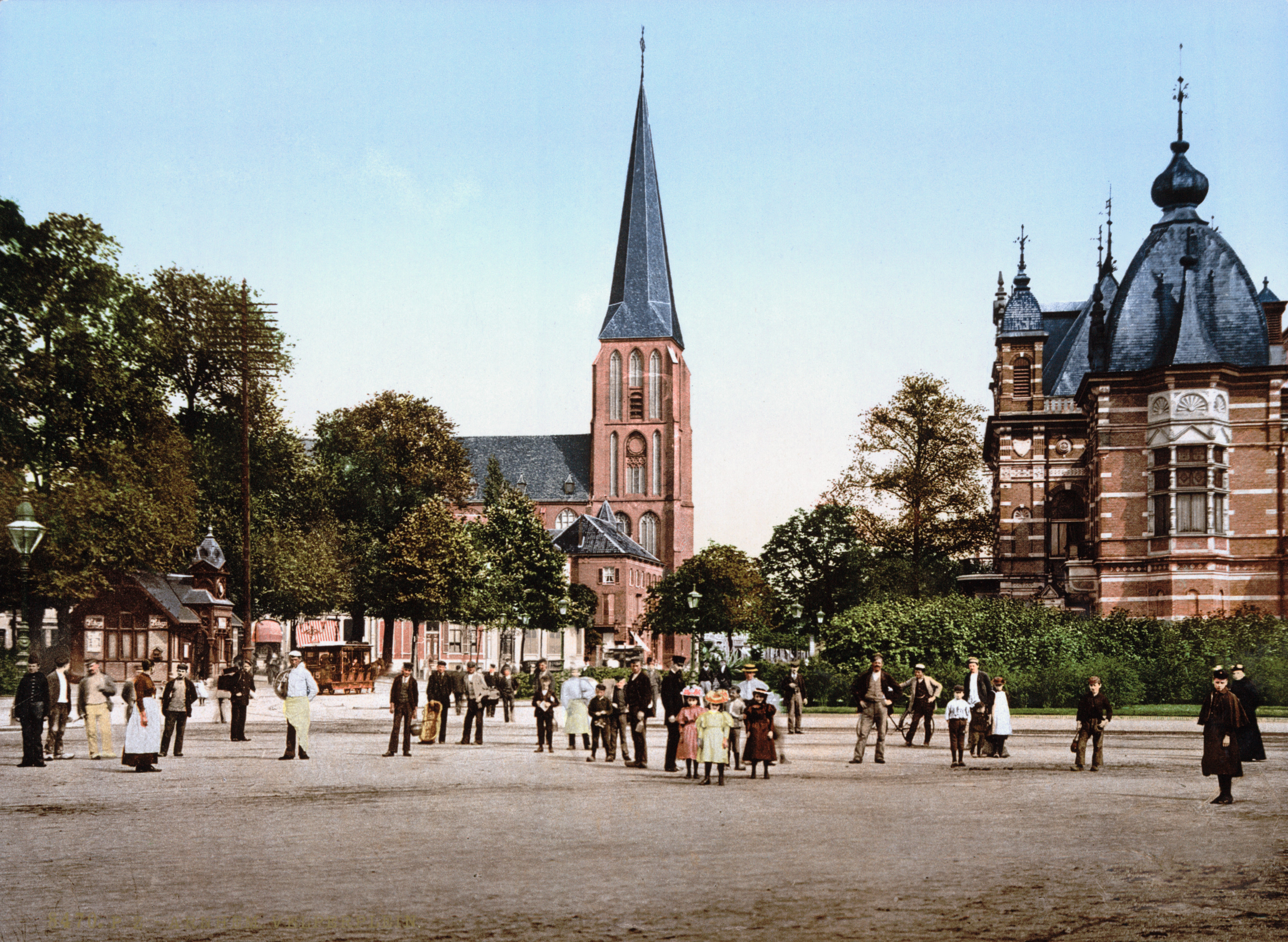
Velperplein met de Sint Martinuskerk, omstreeks 1900. Rechts Musis Sacrum.

In de kerk staat een Mariabeeld uit de late gotiek. Het orgel uit 1890 van de orgelbouwers Gradussen, heeft 21 registers, twee manualen en een vrij pedaal. In de klokkenstoel bevinden zich vier luidklokken, waaronder een uit 1671 van Pieter Hemony met een diameter van 86 cm.
Een zilveren reliekschrijn met de schedel en de tong van Sint Eusebius, een heilige uit de tweede eeuw na Christus, staat na diverse omzwervingen, in de Martinuskerk. De reliekbuste van Sint Eusebius (circa 1455) is een zilveren reliekbuste van de patroonheilige van Arnhem en van de gelijknamige Sint-Eusebiusparochie in Arnhem en omgeving. Het is het absolute topstuk van de Arnhemse religieuze kunstvoorwerpen. De reliekbuste bevat van oudsher de schedel van de heilige Eusebius. Vanaf de tweede helft van de 17e eeuw werd ook de tong van de heilige Eusebius in de reliekbuste bewaard. De rechthoekige houten sokkel met zilverbeslag dateert 1669. Eind 16e eeuw is de reliekbuste tijdelijk naar Deventer verhuisd waarna het rond 1625 weer terugkeerde in Arnhem. Tot 1984 was de buste onderdeel van de inventaris van de (grote) Eusebiuskerk. Deze kerk werd in 1984 aan de eredienst onttrokken waarna de buste verhuisde naar de Sint Walburgiskerk. Toen deze kerk eind 2018 overging in particuliere handen werd het kunstwerk tijdelijk ondergebracht in het Catharijneconvent te Utrecht. Begin 2024 kwam de buste weer terug naar Arnhem en kreeg het een prominente plek in de St. Martinuskerk.
De kerk werd snel te klein voor alle parochianen uit de buurt en 20 jaar later werd in de nabijheid de Sint-Jan de Doperkerk gebouwd.
Boven de entree in de toren werd in 1934 een Heilig Hartbeeld geplaatst. Het was een geschenk van de parochianen aan pastoor W.G.A.H. van Berkel ter gelegenheid van diens 40-jarig priesterjubileum. Tien jaar later kreeg hij een elektrisch uurwerk voor de toren als cadeau.
Tijdens de Slag om Arnhem in 1944, waarbij de strijd rondom de nabijgelegen Rijnbrug hevig was, heeft de kerk amper schade opgelopen. Alleen enige ruiten sneuvelden na een granaatinslag. Tussen 1994 en 1998 is de kerk gerenoveerd. In 1998 werd een herdenkingsraam geplaatst, waarin de Slag om Arnhem is weergegeven.
De kerk wordt momenteel ook gebruikt door de Poolse gemeenschap.

## Gradussen-orgel
In de jaren 1889/1890 maakten de Gebroeders Gradussen uit Winssen een orgel voor de Sint Martinus. Ondanks alle smaken en opvattingen die er zijn geweest sinds de bouw, is het orgel van de Sint Martinus nagenoeg ongewijzigd gebleven.
1924 - plaatsing elektrische motor;
1950 - orgel wordt hersteld na oorlogsschade, vrijstaande speeltafel wordt nog 30 cm naar voren verplaatst, pedaalklavier wordt vervangen door een concaaf en radiaal klavier van 30 tonen en er worden nog enkele wijzigingen in de dispositie aangebracht:
Hoofdwerk: Cornet: 1 3/5' koor wordt Terts 1 3/5' (op de plaats van de Violon 16'), 2' koor wordt Doublet 2' op het Positief (op de plaats van de Violine 4'), 2 2/3' koor wordt Nasard 2 2/3' (op de plaats van de Violon 8'), Violon 16': wordt c-f2 van de Vox Coelestis 8'. Er komt een nieuwe Mixtuur op de plaats van de Cornet.
Positief: Violine 4' wordt c-f3 van de Viola 8'
Het vrijgekomen pijpwerk werd onder in het orgel opgeslagen.
1970 - Positief: Schalmeij 8' wordt Fagot-Hobo 8';
1994 - restauratie windlade Positief;
2004 - restauratie windlade hoofdwerk, windlade pedaal, speeltafel en mechanieken;
2005 - dispositie hersteld met gebruikmaking van het in het orgel opgeslagen pijpwerk (m.u.v. de Fagot-Hobo 8'). Wie de motor in 1924 heeft geplaatst is onbekend. Alle overige werkzaamheden zijn uitgevoerd door Adema (orgels).

## Dispositie Gradussen-orgel
| I Hoofdwerk C–f3 |     |
| Bourdon          | 16′ |
| Violon discant   | 16′ |
| Praestant        | 8′  |
| Holpijp          | 8′  |
| Violon           | 8′  |
| Octaaf           | 4′  |
| Roerfluit        | 4′  |
| Octaaf           | 2′  |
| Mixtuur II–III   |     |
| Trompet          | 8′  |

| II Positief C–f3 |    |
| Praestant        | 8′ |
| Bourdon          | 8′ |
| Viola di Gamba   | 8′ |
| Vox Coelestis    | 8′ |
| Violine          | 4′ |
| Fluit Harmonique | 4′ |
| Fagot-Hobo       | 8′ |

| Pedaal C–d1            |     |
| Subbas                 | 16′ |
| Violon                 | 16′ |
| Openbas (gereserveerd) | 8′  |
| Cello                  | 8′  |
| Bombarde               | 16′ |

- Koppels: Hoofdwerk-Positief, Pedaal-Hoofdwerk.

## Dispositie Maarschalkerweerd-orgel
| Manuaal C–f3     |    |
| Prestant         | 8′ |
| Holpyp 8 discant | 8′ |
| Holpyp 8 bas     | 8′ |
| Gamba            | 8′ |
| Salicet          | 4′ |
| Fluit            | 4′ |

| Pedaal C–d1 |     |
| Subbas      | 16′ |